# Anhalt-Zerbst
Anhalt-Zerbst foi um distrito (Landkreis) da Alemanha localizado no estado da Saxônia-Anhalt.
Depois de uma reforma distrital no estado da Saxônia-Anhalt (em alemão: Kreisreform Sachsen-Anhalt 2007) que entrou em vigor em 1 de julho de 2007, o distrito de Anhalt-Zerbst foi dissolvido. A região administrativa do distrito foi distribuída entre os novos distritos de Anhalt-Bitterfeld, Jerichower Land e Wittenberg.

## História
O interesse sobre o território vincula-se à família Dessau do pai de Catarina II. No século XVI era território de domínio eclesiástico. Com a reforma de Lutero, Cristian, príncipe de Anhalt-Bernburg (1568-1630), assumiu o território e a religião. Por esta razão, o pai de Catarina II era ferveroso protestante. O território era cortado pelo Rio Elba, tinha forma de uma cabeça de touro e era envolvido pela Prússia e pela Saxônia. O território com esse formato persistiu até o comando do irmão mais velho de Catarina II, Leopold Friederich príncipe de Anhalt (1770-1817), passando pelo seu avô e pai. Como pode ser visto no mapa da Europa do Século XVI.[carece de fontes?]